# جونكو تابي
جونكو تابي (باليابانية: 田部井淳子) ‏(22 سبتمبر 1939 – 20 أكتوبر 2016) متسلقة جبال وكاتبة يابانية.
كانت أول امرأة تتسلق قمة جبل إيفرست، وكذلك أول امرأة تتسلق القمم السبعة هي أعلى قمم جبال في جميع القارات.